# SCA
A SCA (Svenska Cellulosa Aktiebolaget) é uma empresa sueca, fundada em 1929, e com sede em Sundsvall.
Dedica-se à produção de artigos de madeira, de papel, de polpa de papel e de pellets de madeira.

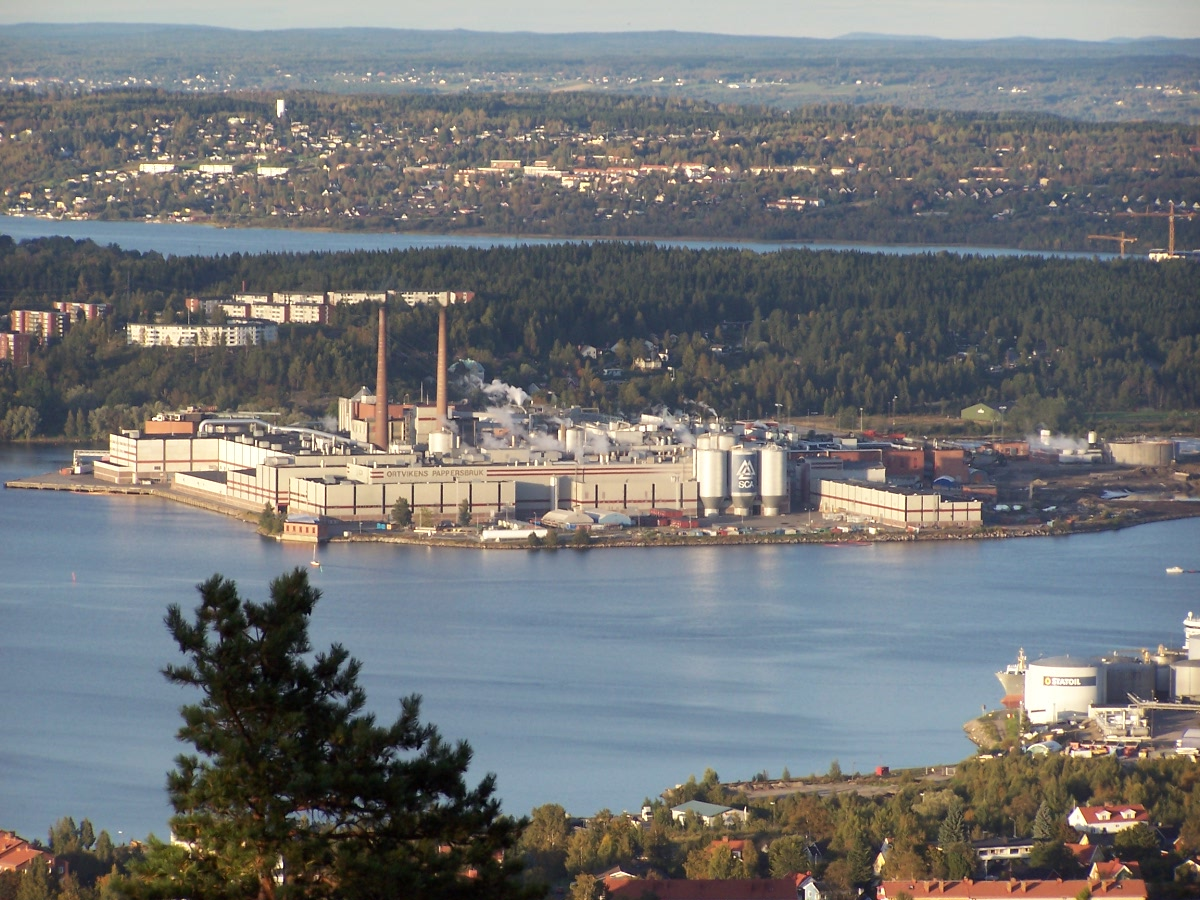
Fábrica de polpa de papel em Sundsvall
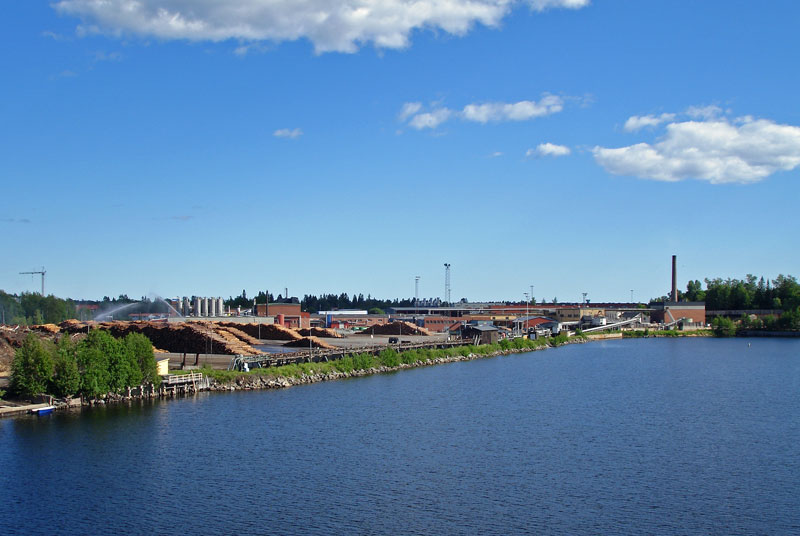
Serração em Holmsund